# Фінал чотирьох Ліги націй УЄФА 2021
Фінал чотирьох Ліги націй УЄФА 2021 — фінальний турнір Ліги націй УЄФА сезону 2020–21, другого видання міжнародного футбольного турніру серед усіх 55 чоловічих національних збірних УЄФА. Змагання відбудеться у Італії з 6 по 10 жовтня 2021, де за звання чемпіона змагаються чотири переможці груп Ліги A. Турнір складається з двох півфінальних матчів, матчі за третє місце та фіналу, який і визначає переможця Ліги націй УЄФА.
Португалія були переможцями попереднього розіграшу, але не потрапили до цьогорічного фіналу, оскільки поступилися першим місцем у групі чинному чемпіону світу — Франції, яка і здобула трофей.

## Формат
Фінал чотирьох Ліги націй пройде у жовтні 2021. Чотири учасника (переможці груп Ліги A) потрапили до груп по п'ять команд (а не по шість) у відборі до Чемпіонату світу 2022, що залишило їм вікно у календарі на жовтень для участі у Фіналі Ліги націй.
Фінал чотирьох Ліги націй пройде у форматі одноматчевих плей-оф та складається з двох півфінальних матчів, матчу за третє місце та фіналу. Півфінальні пари визначаються відкритим жеребкуванням. Усі матчі пройдуть з використанням системи визначення гола та системою відеоасистенту арбітра (VAR).
Якщо по закінченню основного часу рахунок залишається рівним:
- У матчах півфіналу та фіналу, команди грають 30 хвилин додаткового часу, під час якого кожній команді дозволяється провести четверту заміну гравця.[5] Якщо по завершенню додаткового часу рахунок залишається нічийним, переможець визначається серією післяматчевих пенальті.
- У матчі за третє місце додатковий час не проводиться, а натомість по звершенні основного часу, за умови рівного рахунку, переможець визначається одразу серією пенальті. (Це нововведення після попереднього сезону, в якому додатковий час проводили і у матчі за 3-є місце)

## Учасники
Чотири переможці груп Ліги A потрапили до Фіналу чотирьох. Усі чотири команди потрапили до змагання вперше.
| Група | Переможець         | Дата кваліфікації | Попередні участі | Рейтинг (листопад 2020) | Рейтинг ФІФА (вересень 2021) |
| ----- | ------------------ | ----------------- | ---------------- | ----------------------- | ---------------------------- |
| A1    | Італія (господарі) | 18 листопада 2020 | 0 (вперше)       | 3                       | 5                            |
| A2    | Бельгія            | 18 листопада 2020 | 0 (вперше)       | 2                       | 1                            |
| A3    | Франція            | 14 листопада 2020 | 0 (вперше)       | 1                       | 4                            |
| A4    | Іспанія            | 17 листопада 2020 | 0 (вперше)       | 4                       | 8                            |

## Розклад
Фінал чотирьох Ліги націй було заплановано на 2–6 червня 2021, але пізніше було перенесено на 6–10 жовтня 2021 після перенесення Євро-2020 на червень та липень 2021 через пандемію COVID-19. Турнір пройде протягом п'яти днів, де півфінали пройдуть 6 та 7 жовтня (перший з яких — за участі команди-господаря), а Матч за третє місце та Фінал за три дні після півфіналів: 10 жовтня 2021.

## Вибір господаря
Італія була затверджена господарем на зустрічі Виконавчого комітету УЄФА 3 грудня 2020. За звання господаря можуть змагатися лише команди з Ліги A та лише одна з країн-учасників Фіналу чотирьох може бути обраною господарем. Турнір проходить на двох стадіонах, кожен з яких має вміщувати мінімум 30 000 глядачів. Також бажано, щоб обидва стадіони були або в одному місті, або знаходилися на відстані не більше, ніж приблизно 150 км.
24 вересня 2020 УЄФА анонсували, що 3 асоціації проявили бажання провести Фінал чотирьох: Італія, Нідерланди та Польща, усі троє учасники групи A1. 18 листопада 2020 Італія стала переможцем групи A1, обійшовши Нідерланди та Польщу і, відповідно, стали господарем Фіналу ще до формального затвердження УЄФА 3 грудня 2020. Якби четвертий учасник групи — збірна Боснії та Герцеговини — стали переможцями групи, місце проведення Фіналу чотирьох визначав би Виконавчий комітет УЄФА.
Претенденти
- Італія[10]
  - Сан-Сіро, Мілан
  - Ювентус Стедіум, Турин
- Нідерланди[11]
  - Йоган Кройф Арена, Амстердам
  - Де Кейп, Роттердам
- Польща[12]
  - Національний стадіон, Варшава
  - Стадіон Війська Польського, Варшава (потенційний другий стадіон)
  - Сілезький стадіон, Хожув (потенційний другий стадіон)
  - Міський стадіон, Краків (потенційний другий стадіон)

## Стадіони
У досьє заявки, Італійська федерація футболу запропонували стадіони Сан-Сіро у Мілані та Ювентус Стедіум у Турині.
| Мілан Турин | Мілан          | Турин           |
| ----------- | -------------- | --------------- |
| Мілан Турин | Сан-Сіро       | Ювентус Стедіум |
| Мілан Турин | Вміщує: 75 923 | Вміщує: 41 507  |
| Мілан Турин |                |                 |

## Жеребкування
Півфінальні пари визначалися відкритим жеребкуванням 3 грудня 2020 о 18:30 EET у штаб-квартирі УЄФА у  Ньйоні. Перші дві команди, що випали під час жеребкування, потрапляють до пари A, а дві останні — до пари B. Команда господар разом із суперником потрапляє до Півфіналу 1 і є в ньому адміністративним господарем (незалежно від жеребкування), а адміністративним господарем у Фіналі та Матчі за 3-є місце буде команда, яка пройшла з Півфіналу 1.

## Склади команд
Кожна збірна повинна заявити склад з 23 гравців, троє з яких повинні бути воротарями, не менш ніж за 10 днів до першого матчу змагання. Якщо гравець отримає травму чи серйозно захворіє, що зашкодить його участі у турнірі до першого матчі його команди, його можна замінити іншим гравцем.

## Турнірна сітка
|  | Півфінали         | Півфінали |                    |   | Фінал | Фінал |
|  |                   |           |                    |   |       |       |
|  | 6 жовтня — Мілан  |           |                    |   |       |       |
|  |                   |           |                    |   |       |       |
|  | Італія            | 1         |                    |   |       |       |
|  | Італія            | 1         | 10 жовтня — Мілан  |   |       |       |
|  | Іспанія           | 2         |                    |   |       |       |
|  | Іспанія           | 2         | Іспанія            | 1 |       |       |
|  | 7 жовтня — Турин  |           | Іспанія            | 1 |       |       |
|  |                   | Франція   | 2                  |   |       |       |
|  | Бельгія           | Франція   | 2                  | 2 |       |       |
|  | Бельгія           |           |                    | 2 |       |       |
|  | Франція           | 3         |                    |   |       |       |
|  | Франція           | 3         | Матч за 3-тє місце |   |       |       |
|  |                   |           |                    |   |       |       |
|  | 10 жовтня — Турин |           |                    |   |       |       |
|  |                   |           |                    |   |       |       |
|  | Італія            | 2         |                    |   |       |       |
|  | Італія            | 2         |                    |   |       |       |
|  | Бельгія           | 1         |                    |   |       |       |

Час вказано у EEST (київський час; UTC+3), а у дужках вказано місцевий час у CEST (UTC+2).

## Півфінали

### Італія–Іспанія
| 6 жовтня 2021 21:45 (20:45 CEST) |

| Італія           | 1:2      | Іспанія                    |
| ---------------- | -------- | -------------------------- |
| - Пеллегріні 83' | Протокол | - Ферран Торрес 17', 45+1' |

| Сан-Сіро, Мілан Глядачів: 33 524 Арбітр: Сергій Карасьов (Росія) |

| Італія | Іспанія |

| ВР              | 21 | Джанлуїджі Доннарумма |         |     |
| ЗХ              | 2  | Джованні Ді Лоренцо   |         |     |
| ЗХ              | 19 | Леонардо Бонуччі ()   | 30' 42' |     |
| ЗХ              | 23 | Алессандро Бастоні    |         |     |
| ЗХ              | 13 | Емерсон               |         |     |
| ПЗ              | 18 | Ніколо Барелла        |         | 72' |
| ПЗ              | 8  | Жоржиньйо             |         | 64' |
| ПЗ              | 6  | Марко Верратті        |         | 58' |
| НП              | 14 | Федеріко К'єза        |         |     |
| НП              | 20 | Федеріко Бернардескі  |         | 46' |
| НП              | 10 | Лоренцо Інсіньє       |         | 58' |
| Заміни:         |    |                       |         |     |
| ЗХ              | 3  | Джорджо К'єлліні      |         | 46' |
| НП              | 17 | Мойзе Кен             |         | 58' |
| ПЗ              | 5  | Мануель Локателлі     | 82'     | 58' |
| ПЗ              | 7  | Лоренцо Пеллегріні    |         | 64' |
| ЗХ              | 4  | Давіде Калабрія       |         | 72' |
| Тренер:         |    |                       |         |     |
| Роберто Манчіні |    |                       |         |     |

| ВР          | 23 | Унаї Сімон        |     |     |
| ЗХ          | 2  | Сесар Аспілікуета | 45' |     |
| ЗХ          | 19 | Емерік Лапорт     |     |     |
| ЗХ          | 3  | Пау Торрес        |     |     |
| ЗХ          | 17 | Маркос Алонсо     |     |     |
| ПЗ          | 8  | Коке              |     | 75' |
| ПЗ          | 5  | Серхіо Бускетс () |     |     |
| ПЗ          | 9  | Гаві              |     | 84' |
| НП          | 22 | Пабло Сарабія     | 65' | 75' |
| НП          | 11 | Ферран Торрес     |     | 49' |
| НП          | 21 | Мікель Оярсабаль  | 89' |     |
| Заміни:     |    |                   |     |     |
| НП          | 7  | Єремі Піно        | 71' | 49' |
| ПЗ          | 20 | Мікель Меріно     |     | 75' |
| ПЗ          | 6  | Браян Хіль        |     | 75' |
| ПЗ          | 10 | Сержі Роберто     |     | 84' |
| Тренер:     |    |                   |     |     |
| Луїс Енріке |    |                   |     |     |

| Найкращий гравець матчу: Ферран Торрес (Іспанія) Помічники судді: Ігор Демешко (Росія) Максим Гаврилин (Росія) Четвертий суддя: Сергій Іванов (Росія) Відеоасистент арбітра: Пол ван Букел (Нідерланди) Помічники відеоасистента арбітра: Крістіан Дінгерт (Німеччина) |

### Бельгія–Франція
| 7 жовтня 2021 21:45 (20:45 CEST) |

| Бельгія                     | 2:3      | Франція                                             |
| --------------------------- | -------- | --------------------------------------------------- |
| - Карраско 37' - Лукаку 40' | Протокол | - Бензема 62' - Мбаппе 69' (пен.) - Т. Ернандес 90' |

| Ювентус Стедіум, Турин Глядачів: 12 409 Арбітр: Даніель Зіберт (Німеччина) |

| Бельгія | Франція |

| ВР               | 1  | Тібо Куртуа       |     |       |
| ЗХ               | 2  | Тобі Алдервейрелд |     |       |
| ЗХ               | 3  | Джейсон Денаєр    |     |       |
| ЗХ               | 5  | Ян Вертонген      | 67' |       |
| ПЗ               | 21 | Тімоті Кастань    |     | 90+2' |
| ПЗ               | 6  | Аксель Вітсель    |     |       |
| ПЗ               | 8  | Юрі Тілеманс      |     | 70'   |
| ПЗ               | 11 | Яннік Карраско    |     |       |
| НП               | 7  | Кевін Де Брейне   |     |       |
| НП               | 9  | Ромелу Лукаку     |     |       |
| НП               | 10 | Еден Азар ()      |     | 74'   |
| Заміни:          |    |                   |     |       |
| ПЗ               | 17 | Ганс Ванакен      |     | 70'   |
| НП               | 20 | Леандро Троссар   |     | 74'   |
| НП               | 23 | Міші Батшуаї      |     | 90+2' |
| Тренер:          |    |                   |     |       |
| Роберто Мартінес |    |                   |     |       |

| ВР          | 1  | Уго Льоріс ()   |  |       |
| ЗХ          | 5  | Жуль Кунде      |  |       |
| ЗХ          | 4  | Рафаель Варан   |  |       |
| ЗХ          | 21 | Лукас Ернандес  |  |       |
| ПЗ          | 2  | Бенжамен Павар  |  | 90+2' |
| ПЗ          | 6  | Поль Погба      |  |       |
| ПЗ          | 14 | Адріан Рабйо    |  | 75'   |
| ПЗ          | 22 | Тео Ернандес    |  |       |
| ПЗ          | 7  | Антуан Грізманн |  |       |
| НП          | 19 | Карім Бензема   |  | 90+6' |
| НП          | 10 | Кіліан Мбаппе   |  |       |
| Заміни:     |    |                 |  |       |
| ПЗ          | 8  | Орельєн Чуамені |  | 75'   |
| ЗХ          | 12 | Лео Дюбуа       |  | 90+2' |
| ПЗ          | 17 | Жордан Верету   |  | 90+6' |
| Тренер:     |    |                 |  |       |
| Дідьє Дешам |    |                 |  |       |

| Найкращий гравець матчу: Кіліан Мбаппе (Франція) Помічники судді: Ян Зідель (Німеччина) Едуард Байтінгер (Німеччина) Четвертий суддя: Гарм Осмерс (Німеччина) Відеоасистент арбітра: Крістіан Дінгерт (Німеччина) Помічники відеоасистента арбітра: Пол ван Букел (Нідерланди) |

## Матч за третє місце
| 10 жовтня 2021 16:00 (15:00 CEST) |

| Італія                             | 2:1      | Бельгія           |
| ---------------------------------- | -------- | ----------------- |
| - Барелла 46' - Берарді 65' (пен.) | Протокол | - де Кетеларе 86' |

| Ювентус Стедіум, Турин Глядачів: 16 724 Арбітр: Ентоні Тейлор (Англія) |

| Італія | Бельгія |

| ВР              | 21 | Джанлуїджі Доннарумма () |     |       |
| ЗХ              | 2  | Джованні Ді Лоренцо      | 30' |       |
| ЗХ              | 15 | Франческо Ачербі         |     |       |
| ЗХ              | 23 | Алессандро Бастоні       |     |       |
| ЗХ              | 13 | Емерсон                  | 82' |       |
| ПЗ              | 18 | Ніколо Барелла           |     | 70'   |
| ПЗ              | 5  | Мануель Локателлі        |     |       |
| ПЗ              | 7  | Лоренцо Пеллегріні       |     | 70'   |
| НП              | 11 | Доменіко Берарді         |     | 90+1' |
| НП              | 9  | Джакомо Распадорі        |     | 65'   |
| НП              | 14 | Федеріко К'єза           |     | 90+2' |
| Заміни:         |    |                          |     |       |
| НП              | 17 | Мойзе Кен                |     | 65'   |
| ПЗ              | 16 | Браян Крістанте          |     | 70'   |
| ПЗ              | 8  | Жоржиньйо                |     | 70'   |
| НП              | 10 | Лоренцо Інсіньє          |     | 90+1' |
| ПЗ              | 20 | Федеріко Бернардескі     |     | 90+2' |
| Тренер:         |    |                          |     |       |
| Роберто Манчіні |    |                          |     |       |

| ВР               | 1  | Тібо Куртуа        |     |     |
| ЗХ               | 2  | Тобі Алдервейрелд  | 63' |     |
| ЗХ               | 3  | Джейсон Денаєр     |     |     |
| ЗХ               | 5  | Ян Вертонген ()    | 14' |     |
| ПЗ               | 21 | Тімоті Кастань     |     |     |
| ПЗ               | 6  | Аксель Вітсель     | 56' |     |
| ПЗ               | 8  | Юрі Тілеманс       |     | 59' |
| ПЗ               | 22 | Алексіс Салемакерс |     | 59' |
| НП               | 17 | Ганс Ванакен       |     |     |
| НП               | 23 | Міші Батшуаї       |     |     |
| НП               | 11 | Яннік Карраско     |     | 87' |
| Заміни:          |    |                    |     |     |
| ПЗ               | 7  | Кевін Де Брейне    |     | 59' |
| НП               | 18 | Шарль Де Кетеларе  |     | 59' |
| НП               | 20 | Леандро Троссар    |     | 87' |
| Тренер:          |    |                    |     |     |
| Роберто Мартінес |    |                    |     |     |

| Найкращий гравець матчу: Доменіко Берарді (Italy) Помічники судді: Урош Стойкович (Сербія) Мілан Михайлович (Сербія) Четвертий суддя: Новак Симович (Сербія) Відеоасистент арбітра: Марко Фріц (Німеччина) Помічники відеоасистента арбітра: Кріс Кавана (Англія) Лі Беттс (Англія) Пол ван Букел (Нідерланди) |

## Фінал
| 10 жовтня 2021 21:45 (20:45 CEST) |

| Іспанія         | 1:2      | Франція                    |
| --------------- | -------- | -------------------------- |
| - Оярсабаль 64' | Протокол | - Бензема 66' - Мбаппе 80' |

| Сан-Сіро, Мілан Глядачів: 31 511 Арбітр: Ентоні Тейлор (Англія) |

| Іспанія | Франція |

| ВР               | 23 | Унаї Сімон        |     |     |
| ЗХ               | 2  | Сесар Аспілікуета |     |     |
| ЗХ               | 19 | Емерік Лапорт     | 86' |     |
| ЗХ               | 12 | Ерік Гарсія       |     |     |
| ЗХ               | 17 | Маркос Мендоса    |     |     |
| ПЗ               | 9  | Гаві              |     | 75' |
| ПЗ               | 5  | Серхіо Бускетс () |     |     |
| ПЗ               | 16 | Родрі             |     | 84' |
| НП               | 11 | Ферран Торрес     |     | 84' |
| НП               | 22 | Пабло Сарабія     |     | 61' |
| НП               | 21 | Мікель Оярсабаль  |     |     |
| Заміни:          |    |                   |     |     |
| НП               | 7  | Єремі Піно        |     | 61' |
| ПЗ               | 8  | Коке              |     | 75' |
| ПЗ               | 20 | Мікель Меріно     |     | 84' |
| ПЗ               | 18 | Пабло Форнальс    |     | 84' |
| Головний тренер: |    |                   |     |     |
| Луїс Енріке      |    |                   |     |     |

| ВР               | 1  | Уго Льоріс ()     |     |       |
| ЗХ               | 5  | Жуль Кунде        | 55' |       |
| ЗХ               | 4  | Рафаель Варан     |     | 43'   |
| ЗХ               | 3  | Преснель Кімпембе |     |       |
| ПЗ               | 2  | Бенжамен Павар    |     | 79'   |
| ПЗ               | 6  | Поль Погба        | 46' |       |
| ПЗ               | 8  | Орельєн Чуамені   |     |       |
| ПЗ               | 22 | Тео Ернандес      |     |       |
| ПЗ               | 7  | Антуан Грізманн   |     | 90+2' |
| НП               | 19 | Карім Бензема     |     |       |
| НП               | 10 | Кіліан Мбаппе     | 90' |       |
| Заміни:          |    |                   |     |       |
| ЗХ               | 15 | Дайо Упамекано    |     | 43'   |
| ЗХ               | 12 | Лео Дюбуа         |     | 79'   |
| ПЗ               | 17 | Жордан Верету     |     | 90+2' |
| Головний тренер: |    |                   |     |       |
| Дідьє Дешам      |    |                   |     |       |

| Гравець матчу: Карім Бензема (Франція) Помічники арбітра: Гері Бесвік (Англія) Адам Нанн (Англія) Четвертий арбітр: Крейг Поусон (Англія) Резервні асистенти арбітра: Стюарт Берт (Англія) Відеоасистент арбітра: Стюарт Аттвелл (Англія) Асистент відеоасистента арбітра: Кріс Кавана (Англія) Лі Біттс (Англія) Пол ван Букел (Нідерланди) |